# MA 2412 – Die Staatsdiener
MA 2412 – Die Staatsdiener ist ein österreichischer Spielfilm aus dem Jahr 2003, der auf die ORF-Comedy-Serie MA 2412 zurückgeht. In den Hauptrollen spielen Alfred Dorfer, Roland Düringer, Monica Weinzettl und Karl Ferdinand Kratzl.

## Handlung
Der Kinofilm zur gleichnamigen erfolgreichen Serie des ORF knüpft an ebendiese an und erzählt aus der Vergangenheit der Hauptcharaktere. Er ist zudem Finale der Geschichten aus den Wiener Amtsstuben. In Form einer Reportage wird berichtet, wie es zur Gründung der Magistratsabteilung kam. Dazu werden verschiedene Rückblenden eingesetzt. So wird Engelbert Breitfuß (Roland Düringer) als Kind gezeigt und wie ihn sein Vater auf das Leben im Amt vorbereitet hat. Michael Weber (Alfred Dorfer) nutzt seine Planstelle im Verkehrsamt ohne Hemmnisse und wird daher ins Amt für Weihnachtsdekoration versetzt. Sekretärin Knackal (Monica Weinzettl) war vor ihrer Verbeamtung Wurstverkäuferin; eines Tages werden ihre verborgenen „Talente“ von Obersenatsrat (Wolfgang Böck) aufgedeckt, der sie nun in seiner Nähe haben will. Hinzu kommen Rückblicke in die Geschichte, die das Entstehen des Beamtentums historisch nachweisen. So geht es in die Steinzeit, in das alte Rom, in die Zeit von Maria Theresia, zum Wiener Kongress und in die Anfangsjahre der Zweiten Republik. Überall finden sich demnach Wurzeln des österreichischen Beamtentums.

## Kritik
Der Film ist als Komödie insbesondere für das österreichische Kino groß inszeniert, mit gewaltigen Kostümen und historischer Ausstattung. Regisseur Harald Sicheritz (Hinterholz 8) erweist sich als Perfektionist, die Story jedoch als eher dünn. Die großen Momente des Films sind jene Szenen, die auf eine große Inszenierung verzichten. Die Gründe für den Erfolg der Geschichte liegen wohl in den Elementen der Comedy-Serie MA 2412, die in Österreich Kultstatus besitzt, in Deutschland aber weitgehend unbekannt geblieben ist.

## Gastrollen
In Gastrollen treten bekannte Stars wie Harald Krassnitzer („Tatort“) und Christian Tramitz („Bullyparade“, „Der Schuh des Manitu“) auf.

## Auszeichnungen
- Österreichischer Filmpreis 2004